# 李力安
李力安（1920年7月19日—2023年1月2日），原名赵亮生，字子斌，山西省五台县东冶镇槐荫村人，第十三屆中國共產黨中央顧問委員會委员、秘書長。

## 生平
14岁考入河边村川至中学，参加学生运动。13935年10月，15岁的李力安加入中国共产党，从事党的地下工作。1938年参加牺盟会。1948年任晋察冀二地委组织部长，1948年4月下旬率晋察冀南下干部总队第二大队从孟县上社村出发赴中原解放区，任中共陕南区党委两郧地委副书记。1949年安康解放后由两郧整建制接管，改任中共安康地委副书记兼组织部长。1960年，任中共中央组织部调配处处长，解决信阳事件。
1964年8月任中共中央组织部副部长。“文化大革命”初受迫害，下放“五七”干校劳动。1972年7月恢复工作后，任中共黑龙江省委书记（当时设有第一书记），负责党群工作和农村工作。1981年，任中共黑龙江省委第二书记兼中共哈尔滨市委第一书记。1983年2月，任中共黑龙江省委书记。1987年，当选中顾委委员。1986年至1992年先后任中央整党工作指导委员会办公室主任、中央顾问委员会秘书长。1990年至2001年任当代中国研究所所长。
2023年1月2日，李力安在北京逝世，享嵩寿102岁。新华社于2023年1月10日发布讣告，后刊登在1月14日的《人民日报》。